# Higgsov bozon
Higgsov bozon ili Higgsova čestica (po P. Higgsu; oznaka H0) je bozon uveden u standardnu teoriju čestica i sila (1964.) radi objašnjenja kako je prilikom nastanka svemira narušena elektroslaba simetrija pa je nastao veći broj subatomskih čestica nego antičestica i zašto čestice imaju masu. Njegova je masa približno 125,09 GeV/c², spin 0, vrijeme poluraspada 1,56 × 10–22 s, električki je neutralan i sam je sebi antičestica. Može se raspasti na dva W-bozona: 
{\displaystyle \mathrm {H} ^{0}\rightarrow \mathrm {W} ^{+}+\mathrm {W} ^{-}}
dva Z-bozona: 
{\displaystyle \mathrm {H} ^{0}\rightarrow \mathrm {Z} ^{0}+\mathrm {Z} ^{0}}
dva fotona: 
{\displaystyle \mathrm {H} ^{0}\rightarrow \mathrm {\gamma } +\mathrm {\gamma } }
i drugo.

## Objašnjenje
Higgsov bozon je elementarna čestica kojom se prema standardnom modelu objašnjava masa drugih čestica, a posebno zašto su W i Z bozoni toliko masivni za razliku od fotona koji nema masu. Higgsov bozon jedna je od 17 elementarnih čestica u standardnom modelu, 16 preostalih čestica su: 6 kvarkova, 6 leptona, foton, gluon, W i Z bozon. Kvarkovi i leptoni su primjeri skupine čestica zvani fermioni. Oni su ti koji čine svu tvar koju svakodnevno vidimo oko nas. Foton, W, Z, gluon i Higgsov bozon su u drugoj skupini zvani bozoni. Oni su odgovorni za sve sile u prirodi, osim gravitacije. Znanstvenici još ne znaju kako povezati gravitaciju sa standardnim modelom.
Postojanje Higgsova bozona ima veliku važnost u kvantnoj fizici jer bi se dokazalo postojanje hipotetskog Higgsovog polja - najjednostavniji od nekoliko predloženih mehanizama za lomljenje elektroslabe simetrije, te način na koji elementarne čestice dobivaju masu. Postojanje takvog bozona predviđeno je teorijom koju su nezavisno i skoro istovremeno predložile 1964. tri grupe istraživača: F. Englert i R. Brout, P. Higgs, te G. Guralnik, C. Hagen i T. Kibble. Dana 4. srpnja 2012. dvije skupine znanstvenika (CMS i Atlas), promatrajući sudare protona na velikom hadronskom sudarivaču u CERN-u su, nezavisno jedna od druge, objavile otkriće nove čestice, oko 130 puta teže od protona. Prema svim pokazateljima, riječ je upravo o Higgsovom bozonu te su za svoj doprinos ovom otkriću François Englert i Peter Higgs podijelili Nobelovu nagradu za fiziku 2013.

## Higgsov mehanizam, polje i bozon
Higssov bozon je masivna elementarna čestica, koju su 1964. predložili P. Higgs, Robert Brout, F. Englert, Gerald Guralnik, Carl Hagen i Thomas Kibble, kojom se prema standardnom modelu objašnjava masa drugih čestica, a posebno zašto su W i Z bozoni toliko masivni za razliku od fotona koji nema masu.
Prema standardnom modelu, temeljne sile prirode proizlaze iz zakona prirode poznatom pod nazivom simetrija (CP-simetrija), a prenose ih čestice poznate kao baždarni bozoni. U fizici se kaže da sustav poštuje zakon simetrije ako on ostaje nepromijenjen u slučaju kada se nad sustavom obavlja neka operacija, na primjer rotacija ili pomak. U fizici čestica, simetrija se može koristiti kao bi se izveli zakoni očuvanja određenih fizikalnih sustava, te kako bi se utvrdilo koja su temeljna međudjelovanja (interakcije) čestica moguća, a koje ne. Dakle, simetrija nam daje pravilo kako bi se neki sustav trebao ponašati sve dok na njega ne djeluje neka vanjska sila. Dobar primjer je Rubikova kocka. Uzmemo li Rubikovu kocku i počnemo li je okretati po volji, ti pomaci neće narušiti simetriju kocke. Međutim, svaki od tih pomaka će promijeniti rješenje zagonetke, ali ostavljajući Rubikovu kocku i dalje rješivom. Međutim, moguće je razbiti tu simetriju ako djelujemo nekom vanjskom silom, na primjer ako rastavimo kocku i ponovo je sastavimo na skroz pogrešan način. Koliko god se sad trudili složiti kocku, to neće biti moguće, jer smo prethodno narušili simetriju kocke, odnosno sustava.
Pod određenim uvjetima elektroslaba sila se pokazuje (manifestira) kao slaba nuklearna sila koju prenose masivni baždarni bozoni. Simetrija slabe sile trebala bi uzrokovati da prijenosnici slabe sile, W i Z bozoni, nemaju masu. Međutim, pokusi pokazuju da su bozoni slabog djelovanja vrlo masivne čestice kratkog dometa. Stoga kažemo da elektroslabo međudjelovanje narušava zakon simetrije. Narušavanje simetrije postoji tamo gdje je simetrija očekivana, ali nije zapažena. Nije jasno kako i zašto dolazi do narušavanje simetrije u elektroslabom međudjelovanju, no jasno je da bez nje, svemir kakav danas znamo ne bi postojao jer se atomi i druge strukture ne bi mogle stvoriti, niti bi se nuklearne reakcije u zvijezdama mogle događati.
Međutim, ranijih 1960-ih godina, fizičari su shvatili da pod određenim uvjetima zakon simetrije ne mora biti ispoštovan. Matematički model koji objašnjava kako baždarni bozoni mogu biti masivni unatoč njihovoj vladajućoj simetriji naziva se Higgsov mehanizam. Ovaj mehanizam pokazuje da je uvjet narušavanju simetrije postojanje neobičnog polja koje se prostire kroz cijeli svemir i omogućava česticama da imaju masu. Godine 1964. šest fizičara: Peter Higgs, Robert Brout, Francois Englert, Gerald Guralnik, Carl Hagen i Thomas Kibble, predložilo je postojanje novog polja koje, prostirući se svemirom, razbija određene zakone simetrije elektroslabog međudjelovanja. To novo polje, nazvano Higgsovo polje, aktivira Higgsov mehanizam uzrokujući da W i Z bozoni budu masivni. Nije dugo trebalo znanstvenicima da shvate da bi se istim ovim poljem moglo objasniti zašto ostale elementarne čestice također imaju masu. Mnogo godina nije se moglo reći postoji li zaista Higgsovo polje u prirodi ili ne. Ako bi ono postojalo, bilo bi drugačije od bilo kojeg drugog temeljnog polja poznatog u znanosti.
Postojanje Higgsova polja moglo bi se dokazati pronalaskom odgovarajuće čestice, koja bi također trebala postojati ako postoji i Higgsovo polje. Otkriće te čestice, Higgsovog bozona, direktno bi ukazalo na postojanje Higgsova polja. Desetljećima znanstvenici nisu imali načina kako potvrditi postojanje Higgsovog bozona, jer takva bi se čestica pri nastanku raspala za 10−22 sekundi. Bilo je potrebno oko 30 godina, od 1980. do 2010., da bi se razvili sudarivači čestica, detektori i računala sposobni proizvesti i snimiti Higgsov bozon, ako on doista postoji.
Pokusi kojima bi se potvrdila i ustanovila priroda Higgsovog bozona, pomoću Velikog hadronskog sudarivača (engl. Large Hadron Collider, LHC) u CERN-u, počeli su početkom 2010. Dana 4. srpnja 2012., dva glavna pokusa u LHC-u, na ATLAS-u i CMS-u, su nezavisno jedan od drugog prijavila pronalazak nove čestice s masom oko 125 GeV/c2, koja je po nekim glavnim svojstvima bila dosta slična s Higgsovim bozonom. Ipak, bila su potreban daljnja istraživanja koja bi u konačnici mogla potvrditi da li je zaista riječ o Higgsovom bozonu. Dana 14. ožujka 2013. potvrđeno je da se doista radi o Higgsovom bozonu.

### Pojednostavljeno o Higgsovom polju i bozonu
Zamislimo skijašku stazu prekrivenu snježnim pokrivačem i skijaša koji se želi spustiti na skijama niz tu stazu. Skijaš, zbog jako velike brzine kojom se spušta, jedva dotiče snježni pokrivač i kao da lebdi iznad staze. Na sličan način čestice bez mase međudjeluju s Higgsovim poljem, koje je u ovoj analogiji predstavljeno snježnim pokrivačem. Gibajući se brzinom svjetlosti, čestice ne propadaju kroz snijeg, odnosno ne dolaze u doticaj s Higgsovim poljem, te stoga nemaju masu. 
Sada umjesto skijaša zamislimo čovjeka koji se želi spustiti niz tu stazu bez skija. U tom slučaju, čovjek će upadati duboko u snijeg, teže i sporije će se kretati. Drugim riječima, čestice koje imaju masu na sličan način dolazit će u međudjelovanje s Higgsovim poljem. Dakle, čestice koje dolaze u međudjelovanje s Higgsovim poljem imat će brzinu manju od brzine svjetlosti, sporije će se kretati i stoga će posjedovati masu. 
Radi lakšeg poimanja, o Higgsovom polju možemo misliti kao o snježnom pokrivaču koje se prostire kroz cijeli svemir, ali ga ne vidimo, dok o čovjeku i skijašu mislimo kao o česticama koje međudjeluju ili ne međudjeluju s Higgsovim poljem. Čestice koje međudjeluju s poljem imaju masu, a one koje ne međudjeluju nemaju masu. Pri tome, na Higgsov bozon možemo gledati kao na česticu koja je prijenosnik međudjelovanja elementarnih čestica s Higgsovim poljem.

## Vanjske poveznice
|  | Zajednički poslužitelj ima još gradiva o temi Higgsov bozon |

- Zašto i kako tražimo Higgsov bozon" Prezentacija Ivice Puljka za TEDxMaksimir.